# Nella terra che divampa
Nella terra che divampa è un film del 1912 diretto da Enrico Guazzoni.

## Trama
Il Principe Alessandro e la Granduchessa Olga, divisi da un antico odio politico, si mettono d'accordo per far fronte insieme al pericolo che minaccia il paese e organizzano una spedizione al confine, dove si recano travestiti da contadini per curare lo sbarco delle munizioni e degli approvvigionamenti. La spedizione è attaccata dagli avamposti del nemico. Principe e Granduchessa sono ora in disaccordo sul da farsi, dividono l'esercito e prendono strade diverse. Il nemico trae vantaggio da questi dissensi e attacca. Quando la Granduchessa viene ferita il principe corre in suo aiuto. Solo ora scoprono di amarsi, si riconciliano e riuniscono l'esercito per comandare assieme la spedizione, che ha successo.